# Schweden-Rundfahrt
Die Schweden-Rundfahrt war ein Etappenrennen, das mit Unterbrechungen von 1924 bis 2002 jährlich in Schweden ausgetragen wurde.

## Geschichte
1924 startete das Rennen als Sexdagarsloppet. Es wurde zwischen 1924 und 1975 insgesamt 31-mal ausgetragen. Die Idee zu diesem Straßenrennen war der ursprünglichen Form der Sechstagerennen nachempfunden: Wer innerhalb von sechs Tagen die längste Strecke gefahren war, hatte gewonnen. Da es in Schweden nur wenige Radrennbahnen gab und Straßenrennen besonders populär waren, beschloss der Verein Hammarby IF gemeinsam mit der Zeitung Dagens Nyheter, ein Sechstagerennen auf der Straße zu veranstalten. Durch den Erfolg des Rennens nahm der Radsport in Schweden Aufschwung, und die Zahl der Vereine und Rennfahrer stieg sprunghaft an. Ab 1940 fungierte der schwedische Radsportverband als Mitorganisator; 1941 wurde das Rennen an sieben Tagen gefahren und trug daher den Namen 7-dagarsloppet. Sieger der ersten Rundfahrt wurde der Schwede Erik Bohlin. Sven Johansson und Yngve Lundh gewannen jeweils dreimal. Ab 1961 wurde die Rundfahrt nur noch alle zwei Jahre ausgetragen. 1970 fand die Rundfahrt über vier Etappen statt.
Aus finanziellen Gründen wurde die Schweden-Rundfahrt zwischen 1976 und 1981 nicht ausgetragen. Mit der schwedischen Post als Sponsor wurde der Wettbewerb 1982 als PostGirot Open und übliches Etappenrennen wieder ins Leben gerufen. Es wurde insgesamt 21-mal ausgetragen, zwischen 1983 und 1985 in acht Tagen. Da der Hauptsponsor des Rennens Nordes/Postgirot ausstieg, wurde das Rennen 2002 vorerst zum letzten Mal veranstaltet.

## Siegerlisten

### PostGirot Open (Profis & Amateure)
- 2002  Kurt Asle Arvesen
- 2001  Thor Hushovd
- 2000  Michael Andersson
- 1999  Jakob Piil
- 1998  Steven de Jongh
- 1997  Giampaolo Mondini
- 1996  Michael Blaudzun
- 1995  Erik Dekker
- 1994  Erik Dekker
- 1993  Phil Anderson
- 1992  Michael Andersson
- 1991  Michael Andersson
- 1990  Dmitry Schdanow
- 1989  Atle Kvålsvoll
- 1988  Jesper Worre
- 1987  Gerrie Knetemann
- 1986  Gilbert Duclos-Lassalle
- 1985  Marc Gomez
- 1984  Allan Peiper
- 1983  Tommy Prim
- 1982  Tommy Prim

### Sexdagarsloppet (Amateure)
| Jahr      | Länge             | Sieger               | Zweiter                | Dritter             | Internationale Beteiligung (außer Skandinavien) |
| --------- | ----------------- | -------------------- | ---------------------- | ------------------- | ----------------------------------------------- |
| 1975      | 954 km            | Tord Filipsson       | Arne Klavenes          | Harry Hannus        | UdSSR                                           |
| 1973      | 899 km            | Bernt Johansson      | Nikolai Gorelow        | Leif Hansson        | Belgien, Niederlande, UdSSR                     |
| 1971      | nicht ausgetragen | nicht ausgetragen    | nicht ausgetragen      | nicht ausgetragen   |                                                 |
| 1970      |                   | Cees Priem           | Jupp Ripfel            | Fedor den Hertog    | Belgien, Niederlande                            |
| 1969      | 1113 km           | Gösta Pettersson     | Josef Ripfel           | Flemming Wewer      | CSSR, Italien                                   |
| 1968      | nicht ausgetragen | nicht ausgetragen    | nicht ausgetragen      | nicht ausgetragen   |                                                 |
| 1967      | 1164 km           | Gösta Pettersson     | Erik Pettersson        | Jørgen Emil Hansen  |                                                 |
| 1966      | nicht ausgetragen | nicht ausgetragen    | nicht ausgetragen      | nicht ausgetragen   |                                                 |
| 1965      | 1146 km           | Ole Ritter           | Gösta Pettersson       | Willy In ’t Ven     | Belgien, Niederlande, DDR                       |
| 1963      | 1117 km           | Roger Swerts         | Gösta Pettersson       | Klaus Ampler        | Belgien, Österreich, DDR                        |
| 1961      | 1131 km           | Herbert Dahlbom      | Owe Adamsson           | Roger Van Heel      | Belgien, England, DDR                           |
| 1960      | nicht ausgetragen | nicht ausgetragen    | nicht ausgetragen      | nicht ausgetragen   |                                                 |
| 1959      | 1059 km           | Vagn Bangsborg       | Göran Karlsson         | Niels Baunsøe       | Belgien, England, Niederlande                   |
| 1958      | 1209 km           | Oswald Johansson     | Knut Karlsson          | Gunnar Göransson    | Belgien, England, Österreich                    |
| 1957      | 1159 km           | Stanley Brittain     | Oswald Declercq        | Paul Nyman          | Belgien, England, Österreich                    |
| 1956      | 1129 km           | Gunnar Lindgren      | Gunnar Göransson       | Stanley Brittain    | DDR, England                                    |
| 1955      | 1423 km           | Oswald Johansson     | Kaj Allan Olsen        | Gunnar Göransson    | Belgien                                         |
| 1954      | 1470 km           | Yngve Lundh          | Lars Nordwall          | Kurt Thuden         | Österreich                                      |
| 1953      | 1497 km           | Gunnar Lindgren      | Jørgen Frank Rasmussen | Christian Pedersen  |                                                 |
| 1952      | 1339 km           | Eluf Dalgaard        | Lars Nordwall          | Bengt Fröbom        | Belgien, Deutschland                            |
| 1951      | 1424 km           | Hans Edmund Andresen | Kaj Allan Olsen        | Yngve Lundh         | Frankreich                                      |
| 1950      | 1482 km           | Yngve Lundh          | Bengt Fröbom           | Nils Johansson      | Belgien, Frankreich, Italien                    |
| 1949      | 1452 km           | Yngve Lundh          | Nils Johansson         | Willy Emborg        | Belgien                                         |
| 1948      | nicht ausgetragen | nicht ausgetragen    | nicht ausgetragen      | nicht ausgetragen   |                                                 |
| 1947      | 1473 km           | Frans Gielen         | Gunnar Jansson         | Børge Saxil Nielsen | Belgien                                         |
| 1946      | 1656 km           | Nils Johansson       | Erik Törnblom          | Willy Emborg        |                                                 |
| 1943–1945 | nicht ausgetragen | nicht ausgetragen    | nicht ausgetragen      | nicht ausgetragen   |                                                 |
| 1942      | 1361 km           | Sven Johansson       | Åke Seyffarth          | Harry Snell         |                                                 |
| 1941      | 1449 km           | Sven Johansson       | Sigvard Hellberg       | Harry Jansson       |                                                 |
| 1940      | 1260 km           | Sven Johansson       | Sigvard Hellberg       | Evert Olsson        |                                                 |
| 1934–1939 | nicht ausgetragen | nicht ausgetragen    | nicht ausgetragen      | nicht ausgetragen   |                                                 |
| 1933      | 1539 km           | Arne Berg            | Karl Muhrén            | Bernt Carlsson      |                                                 |
| 1931–1932 | nicht ausgetragen | nicht ausgetragen    | nicht ausgetragen      | nicht ausgetragen   |                                                 |
| 1930      | 1557 km           | Gösta Björklund      | Hjalmar Pettersson     | Sigvard Eiron       |                                                 |
| 1929      | 1521 km           | Henry Hansen         | Georg Johnsson         | Hjalmar Pettersson  |                                                 |
| 1928      | 1530 km           | Helmer Strandberg    | Jonas Aspman           | Georg Johnsson      |                                                 |
| 1927      | 1510 km           | Henry Hansen         | Georg Johnsson         | Erik Eriksson       |                                                 |
| 1926      | 1756 km           | Erik Bohlin          | Georg Johnsson         | A. Bohlin           |                                                 |
| 1925      | 1760 km           | Ragnar Malm          | Olle Svensson          | Holmfrid Eriksson   |                                                 |
| 1924      | 1760 km           | Erik Bohlin          | Gunnar Sköld           | Olle Svensson       |                                                 |